# アデレード市街地コース
アデレード・ストリート・サーキット（英: Adelaide Street Circuit、アデレード市街地コース）は、オーストラリア南部の都市アデレードにあるサーキット（公道コース）。1985年から1995年までF1オーストラリアGPに使用された。

## 概要
ヴィクトリア公園（第16公園）を基点に、周辺のアデレード市街を使用するレイアウトである。もともと、ヴィクトリア公園には、ヴィクトリア公園競馬場が設置されており、コントロールライン、ピット、パドックは競馬場の内馬場部分に特別に作られた。
なお、競馬場は、2008年のアデレード市議会にて、馬場とサーキットコースの改修案が否決されたことを受け、モーフェットビル競馬場に移転している。
公園内の常設コースをスタートし、旧競馬場芝コースを跨ぐと第1シケイン(セナ・シケイン)があり、一般道への取り付け道路からウェイクフィールド・ロードに入る。第15公園の縁を進むようにイースト・テラスに入り、第15公園とライミル公園(第14公園)の間を進むバーテルズ・ロードへ。そしてブラバムストレートとも呼ばれるハイウェイA21号線に入り、ラウンドアバウトからウェイクフィールド・ロードへ戻るとヴィクトリア公園取り付け道路へ、緩やかなS字を抜け、最終ヘアピンカーブを立ち上がると一周である。
かつてF1やALMSを開催をしていたコースはグランプリコースと呼ばれ、ジョーンズ、ブラバムというロングストレート2本を擁していた。グランプリコースは、バーテルズ・ロードに入らずライミル公園の縁を進むコースで、ジョーンズはランドル・ロード、ブラバムはA21号線に該当する。
市街地コースでありながら、オーバーテイクができると人気であったが、オーストラリアGPは1996年からはメルボルンのアルバートパークサーキットに移っていった。
現在は、V8スーパーカーシリーズの1戦、アデレード500が行われている。

## 過去の特筆すべきレース

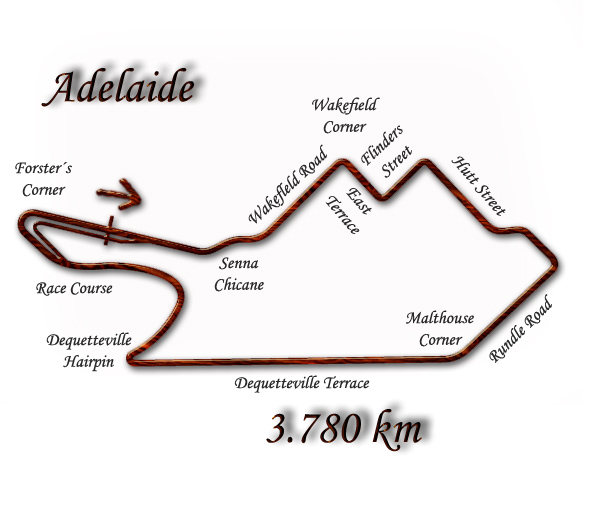
F1で使用されたレイアウト

- 1986年には、ナイジェル・マンセル、ネルソン・ピケ、アラン・プロストの3人にチャンピオンの可能性が残されていたが、マンセルがタイヤバーストによりリタイアを喫し、プロストが逆転で2年連続のチャンピオンを獲得することとなった。
- 1989年は豪雨の中で行われ、雨が得意なアイルトン・セナをはじめ多数がクラッシュしリタイアする中、ロータスの中嶋悟がマシン性能が上回るリカルド・パトレーゼを追い回し、自身唯一となるファステストラップを記録し、自身の最上位タイとなる4位に入賞した。
- 1990年はネルソン・ピケがファイナルラップでナイジェル・マンセルに追いつかれる。マンセルはバックストレートエンドでピケのオーバーテイクを試みるものの失敗。ピケは前戦の日本グランプリに続く勝利となる。また過去のライバル同士のバトルであったため、このバトルを至近で見ていた周回遅れのステファノ・モデナは2人のバトルについて『殺気を感じた』と語っている。
- 1991年には豪雨によりレース序盤に赤旗が出され、結局14周走行時点でレース終了となった為、約24分という史上最短グランプリになった。
- 1992年には、マクラーレンのゲルハルト・ベルガーが優勝したが、このレース限りで第2期活動を休止することとなったホンダにとっては、第2期活動で最後の優勝となっている。
- 1993年には、プロストがこのレースをもってF1から引退することとなったが、長きに渡って確執が続いたアイルトン・セナと「和解」の握手をするシーンが見られた。このことは、翌1994年にセナがサンマリノGPでの事故で他界したことから、非常に印象に残る出来事となった。
- 1994年は、ミハエル・シューマッハとデイモン・ヒルのチャンピオン争いとなったが、レース中盤に両者が接触し、リタイアとなった為、シューマッハが初のチャンピオンに輝いた。ちなみにこのレースで勝利したマンセルは、これが生涯最後のF1での勝利となった。
- 1995年には、多くの有力ドライバーが次々とリタイアする中、ヒルが勝利を飾った。2位を2周遅れにする「圧勝」となったが、優勝者が2位以下を2周以上周回遅れにしたのはF1史上でも唯一のことであった。チームメイトのデビッド・クルサードはトップ快走中にピットロードでクラッシュし、ミカ・ハッキネンは予選で瀕死の大事故を起こした。